# Пиацци-Смит (лунный кратер)
Кратер Пиацци-Смит (лат. Piazzi Smyth), не путать с кратером Пиацци (лат. Piazzi), — небольшой ударный кратер в восточной части Моря Дождей на видимой стороне Луны. Название присвоено в честь английского астронома Чарлза Пьяцци Смита (1819—1900) и утверждено Международным астрономическим союзом в 1935 г. 

## Описание кратера

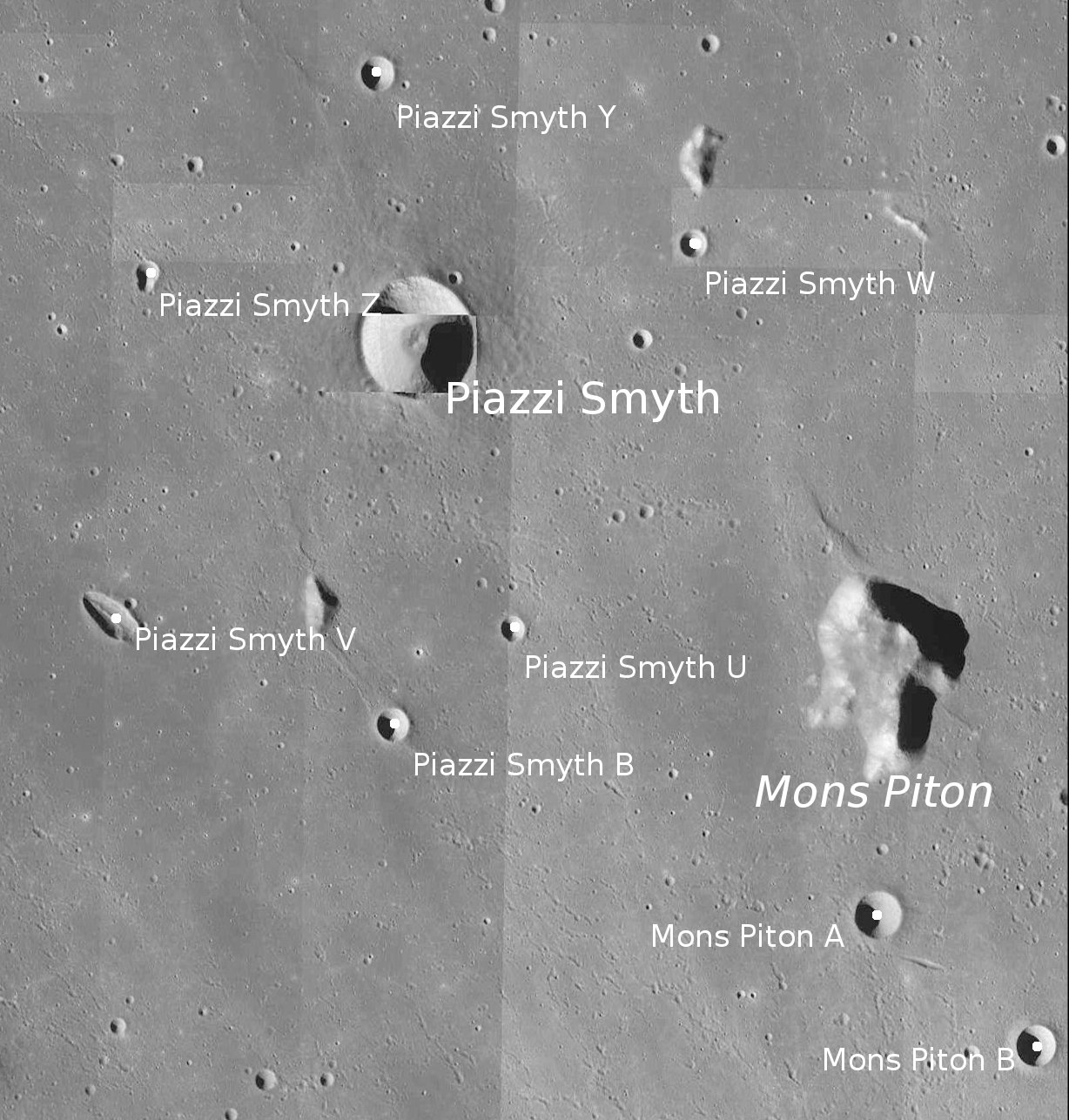
Окрестности кратера Пиацци-Смит. Снимок зонда Lunar Reconnaissance Orbiter.

Ближайшими соседями кратера являются кратер Кассини на востоке-юго-востоке и кратер Кирх на юго-западе. На северо-востоке от кратера располагаются горы Альпы; на юго-востоке - пик Питон. Селенографические координаты центра кратера 41°55′ с. ш. 3°14′ з. д. / 41,91° с. ш. 3,24° з. д., диаметр 13,0 км, глубина 2530 м.
Кратер Пиацци-Смит имеет циркулярную чашеобразную форму с небольшим участком плоского дна и практически не разрушен. Вал с четко очерченной острой кромкой и гладким внутренним склоном с высоким альбедо. Высота вала над окружающей местностью достигает 490 м. По морфологическим признакам кратер относится к типу BIO (по названию типичного представителя этого класса — кратера Био). В северном направлении от кратера отходит складка на поверхности Моря Дождей, местность на юге от кратера отмечена светлыми лучами от кратера Аристилл.

## Сателлитные кратеры

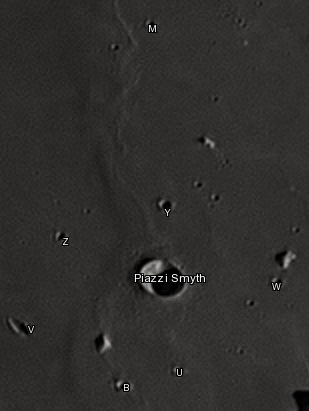
Снимок Девида Кемпбелла.

| Пиацци-Смит | Координаты                                          | Диаметр, км |
| ----------- | --------------------------------------------------- | ----------- |
| B           | 40°32′ с. ш. 3°22′ з. д. / 40,53° с. ш. 3,37° з. д. | 3,7         |
| M           | 45°05′ с. ш. 4°14′ з. д. / 45,08° с. ш. 4,24° з. д. | 2,5         |
| U           | 40°53′ с. ш. 2°46′ з. д. / 40,88° с. ш. 2,77° з. д. | 2,9         |
| V           | 40°55′ с. ш. 4°47′ з. д. / 40,92° с. ш. 4,78° з. д. | 7,8         |
| W           | 42°15′ с. ш. 1°52′ з. д. / 42,25° с. ш. 1,86° з. д. | 3,0         |
| Y           | 42°51′ с. ш. 3°27′ з. д. / 42,85° с. ш. 3,45° з. д. | 3,7         |
| Z           | 42°09′ с. ш. 4°35′ з. д. / 42,15° с. ш. 4,59° з. д. | 2,6         |

## См.также
- Список кратеров на Луне
- Лунный кратер
- Морфологический каталог кратеров Луны
- Планетная номенклатура
- Селенография
- Минералогия Луны
- Геология Луны
- Поздняя тяжёлая бомбардировка